# Pakenham (Suffolk)
Pakenham – wieś w Anglii, w hrabstwie Suffolk, w dystrykcie West Suffolk. Leży 33 km na północny zachód od miasta Ipswich i 107 km na północny wschód od Londynu.